# Montes Carpetanos
Montes Carpetanos är en bergskedja i Spanien. Den ligger i den centrala delen av landet, 60 km norr om huvudstaden Madrid.
Montes Carpetanos sträcker sig 24,7 km i sydvästlig-nordostlig riktning. Den högsta toppen är Peñalara, 2 428 meter över havet.
Topografiskt ingår följande toppar i Montes Carpetanos:
- La Flecha
- Navahonda
- Nevera
- Peñacabra
- Peñalara